# Acrorbis petricola
Acrorbis petricola o caracolito de las cascadas, es una especie de gastrópodo de agua dulce endémico de América del Sur.

## Características generales
Los especímenes de esta especie tienen un tamaño promedio de 3,82 mm y se distribuye en la Provincia de Misiones, Argentina y en el sur de Brasil. Su hábitat son ambientes acuáticos de alta energía, como cascadas. 
La especie está sometida a amenazas de extinción como el cambio en el ritmo normal de crecidas y bajantes de los ríos Iguazú y Alto Paraná a causa de las numerosas represas que modifican a estos ríos, la contaminación del agua y el desarrollo de residencias turísticas.